# Sunapee (Nuevo Hampshire)
Sunapee es un pueblo ubicado en el condado de Sullivan en el estado estadounidense de Nuevo Hampshire. En el Censo de 2010 tenía una población de 3.365 habitantes y una densidad poblacional de 51,54 personas por km².

## Geografía
Sunapee se encuentra ubicado en las coordenadas 43°23′24″N 72°5′35″O / 43.39000, -72.09306. Según la Oficina del Censo de los Estados Unidos, Sunapee tiene una superficie total de 65.29 km², de la cual 54.72 km² corresponden a tierra firme y (16.2%) 10.58 km² es agua.

## Demografía
Según el censo de 2010, había 3.365 personas residiendo en Sunapee. La densidad de población era de 51,54 hab./km². De los 3.365 habitantes, Sunapee estaba compuesto por el 97.56% blancos, el 0.21% eran afroamericanos, el 0.33% eran amerindios, el 0.56% eran asiáticos, el 0.03% eran isleños del Pacífico, el 0.27% eran de otras razas y el 1.04% pertenecían a dos o más razas. Del total de la población el 0.77% eran hispanos o latinos de cualquier raza.